# Astrodynamika
Astrodynamika – dział astronautyki zajmujący się ruchem i orbitami sztucznych obiektów kosmicznych (np. sztuczny satelita, sonda kosmiczna). Podwaliny pod tę dziedzinę złożyli, między innymi: Jan Kepler, Isaac Newton, Konstantin Ciołkowski.